# Noël Segers
Noël Segers, né le 21 décembre 1959 à Ninove, est un coureur cycliste belge. Professionnel de 1982 à 1992, il a remporté le Tour de Cologne en 1990.

## Biographie
Ses beaux-frères Jan Nevens et Francis De Ridder ont également été cyclistes professionnels, tout comme son neveu Sven Nevens (nl).

## Palmarès

### Palmarès amateur
- 1980
  - Grand Prix de Waregem
  - Tour du Limbourg amateurs :
    - Classement général
    - 1re et 4e étapes
- 1982
  - Tour des Flandres amateurs
  - 6e étape du Tour du Limbourg amateurs
  - 2e de la Flèche ardennaise

### Palmarès professionnel
| - 1982 - 2e du Circuit des frontières - 1983 - 3e étape des Trois Jours de La Panne - 2e de la Flèche côtière - 3e de la Ruddervoorde Koerse - 1984 - 7e étape du Tour de Suède - 1985 - 1re étape du Critérium du Dauphiné libéré - Grand Prix Beeckman-De Caluwé - 4e du Tour des Flandres - 1987 - 4e étape de la Semaine catalane - Circuit de la vallée de la Lys - 3e de la Course des raisins | - 1988 - 2e de Kuurne-Bruxelles-Kuurne - 1989 - Grand Prix Wielerrevue - 1990 - Tour de Cologne - 3e de la Flèche brabançonne |  |

## Résultats sur les grands tours

### Tour de France
4 participations
- 1983 : abandon (10e étape)
- 1985 : 120e
- 1989 : hors délais (9e étape)
- 1992 : abandon (14e étape)

### Tour d'Espagne
1 participation
- 1987 : abandon (7e étape)